# Rune Ottesen
Rune Ottesen (Stord, 7 febbraio 1954) è un ex calciatore norvegese, di ruolo centrocampista.

## Carriera

### Club
Ottesen vestì le maglie di Vard Haugesund e Bryne, rimanendo in quest'ultima squadra dal 1977 al 1984.

### Nazionale
Conta 17 presenze per la Norvegia. Esordì il 24 settembre 1975, nella sconfitta per 4-0 contro l'Unione Sovietica. L'unica rete, arrivò il 7 settembre 1977: siglò un gol nella vittoria per 2-1 contro la Svezia.

## Palmarès

### Club

#### Competizioni giovanili
- Norgesmesterskapet G19: 1

Vard Haugesund: 1972